# Mikkel E. G. Nielsen
Mikkel E. G. Nielsen (Aarhus, 19 luglio 1973) è un montatore danese, vincitore nel 2021 dell'Oscar al miglior montaggio per il film Sound of Metal.

## Biografia
Nato in una famiglia di musicisti,  Nielsen studia montaggio cinematografico alla Danske Filmskole. Il suo primo lungometraggio è Ricostruzione di un amore (2003), per cui vince il premio Robert al miglior montaggio. Nel 2005 monta Dear Wendy, diretto da Thomas Vinterberg e sceneggiato da Lars von Trier. Viene candidato una settima e ultima volta al premio nel 2013 con Royal Affair, che lancia la sua carriera e quella del regista Nikolaj Arcel, con cui aveva collaborato più volte, a livello internazionale. 
Nel 2015 monta il film di Netflix Beasts of No Nation, grazie al quale viene notato da Darius Marder, che lo vuole al montaggio del suo Sound of Metal. Per quest'ultimo film, Nielsen riceve diversi riconoscimenti, tra cui una candidatura all'Oscar al miglior montaggio nel 2021, diventando il primo montatore scandinavo della storia a venire candidato e successivamente a vincere il premio.

## Filmografia parziale
- De vendte aldrig hjem, regia di Nikolaj Arcel – mediometraggio (1997)
- Woyzecks sidste symfoni, regia di Nikolaj Arcel – mediometraggio (2001)
- Attenti a quei tre (Klatretøsen), regia di Hans Fabian Wullenweber (2003) - co-montatore
- Ricostruzione di un amore (Reconstruction), regia di Christoffer Boe (2003)
- Kongekabale, regia di Nikolaj Arcel (2004)
- Dear Wendy, regia di Thomas Vinterberg (2005)
- De fortabte sjæles ø, regia di Nikolaj Arcel (2007)
- Sandheden om mænd, regia di Nikolaj Arcel (2010)
- Royal Affair (En kongelig affære), regia di Nikolaj Arcel (2012)
- Madame Bovary, regia di Sophie Barthes (2014)
- Beasts of No Nation, regia di Cary Joji Fukunaga (2015)
- The Outsider, regia di Martin Zandvliet (2018)
- Sound of Metal, regia di Darius Marder (2019)
- Land, regia di Robin Wright (2021)
- Gli spiriti dell'isola (The Banshees of Inisherin), regia di Martin McDonagh (2022)
- Lee, regia di Ellen Kuras (2023)

## Riconoscimenti
- Premio Oscar
  - 2021 - Miglior montaggio per Sound of Metal
  - 2023 - Candidatura al miglior montaggio per Gli spiriti dell'isola
- BAFTA
  - 2021 - Miglior montaggio per Sound of Metal
- American Cinema Editors
  - 2021 - Candidatura al miglior montaggio di un lungometraggio drammatico per Sound of Metal
- Critics' Choice Award
  - 2021 - Miglior montaggio per Sound of Metal
- Premio Robert
  - 2003 - Candidatura al miglior montaggio per Gamle mænd i nye biler
  - 2004 - Miglior montaggio per Reconstruction
  - 2005 - Miglior montaggio per Kongekabale
  - 2008 - Candidatura al miglior montaggio per De fortabte sjæles ø
  - 2010 - Candidatura al miglior montaggio per Over gaden under vandet
  - 2011 - Candidatura al miglior montaggio per Sandheden om mænd
  - 2013 - Candidatura al miglior montaggio per Royal Affair